# Dirt Rally 2.0
Dirt Rally 2.0 (gestileerd als DiRT Rally 2.0) is een racesimulatiespel ontwikkeld en uitgegeven door Codemasters voor Microsoft Windows, PlayStation 4 en Xbox One. Het werd uitgebracht op 26 februari 2019. Het is een opvolger van het computerspel Dirt Rally uit 2015 en legt de nadruk op realistische rijfysica.

## Gameplay
Dirt Rally 2.0 is gericht op rally en rallycross. Spelers strijden in getimede podiumevenementen op asfalt en off-road terrein in wisselende weersomstandigheden. De game bevat etappes in Argentinië in Catamarca, Australië in Monaro, Nieuw-Zeeland in Hawke's Bay, Polen in Łęczna County, Spanje in Ribadelles en de Verenigde Staten in New England. Codemasters heeft ook plannen aangekondigd om de game uit te breiden door downloadbare content uit te brengen, en heeft rally's uitgebracht in Finland, Duitsland, Griekenland, Monte Carlo, Zweden en Wales. Deze stages zijn geremasterde versies van de etappes in de originele Dirt Rally. Er is ook een rallycrossmodus met World RallyCross Supercars (inclusief de line-up van het seizoen 2018) en acht circuits uit het FIA World Rallycross Championship. Dirt Rally 2.0 laat spelers kiezen uit een totaal van vijftig auto's, waaronder de eerder genoemde World Rallycross Supercars, historische rallyauto's uit de jaren zestig tot en met tachtig, rallyauto's uit de groepen A, B en R en moderne rallyauto's uit de jaren negentig tot eind 2010. Van elke auto kan de afstelling voor een race worden aangepast.
Het spel bevat ook een nieuw weermodelleringssysteem waarbij veranderingen in het weer van invloed zijn op het relatieve gripniveau en spelers een meer genuanceerde benadering van het rijden vereisen. Het weer beïnvloedt ook de zichtbaarheid in de etappes. Het oppervlak van de levels is ook onderhevig aan degradatie; naarmate er meer auto's over een stage rijden, zorgen de meer dan 100 lagen ervoor dat het wegdek begint te verschuiven en op te breken, wat de grip beïnvloedt. De gameplay vereist daarom maximale concentratie, vooral omdat het voltooien van sommige etappes meer dan tien minuten kan duren. Er is geen terugspoelfunctie en schade heeft niet alleen een visueel maar ook een mechanisch effect: het is mogelijk om "terminale schade" op te lopen, waardoor de race automatisch eindigt als een DNF.
De "My Team"-modus die in Dirt 4 werd geïntroduceerd, wordt uitgebreid, waarbij spelers gespecialiseerde ingenieurs moeten inhuren om de auto te onderhouden. Andere elementen, zoals het aanpassen van liveries, het tekenen van sponsors en het uitbreiden van teamfaciliteiten, zijn echter verwijderd. De schade die tijdens een rally wordt opgelopen, wordt van evenement tot evenement meegenomen. Spelers kunnen ook meer strategische keuzes maken, zoals bandencompounds; zachtere banden bieden meer grip maar slijten sneller, terwijl hardere banden duurzamer zijn maar langzamere etappetijden opleveren. Codemasters introduceerde later een uitgebreidere tutorial voor het afstellen van de auto om het proces toegankelijker te maken voor nieuwkomers, amateurs en spelers die in het verleden werden afgeschrikt van het verkennen van afstelopties.
De release van downloadbare inhoud volgt een tweewekelijks schema, en omvat de terugkeer van rallylocaties uit het eerste spel, evenals auto's zoals de Škoda Fabia en BMW M1. Het laatste DLC-pakket is getiteld Colin McRae: Flat Out. Het bevat een nieuwe locatie in Perth en Kinross in Schotland, auto's bestuurd door Colin McRae en een scenariomodus waarin spelers momenten uit McRae's carrière naspelen.

## Ontwikkeling
Dirt Rally 2.0 is de eerste game in de serie die wordt ontwikkeld door Codemasters na het vertrek van game director Paul Coleman bij het bedrijf begin 2018. Rallyrijders Ryan Champion en Jon Armstrong dienden als adviseurs tijdens de ontwikkeling van het spel, met af en toe hulp van Oliver Solberg, terwijl oud-coureur Phil Mills zijn stem leende als de Engelstalige bijrijder van het spel. Neil Cole is de Engelstalige stem van de rallycross-spotter.

## Ontvangst
| Recensiescore       | Recensiescore                       |
| Recensieverzamelaar | Score                               |
| ------------------- | ----------------------------------- |
| Metacritic          | PC: 84/100 PS4: 84/100 XONE: 82/100 |
| Publicist           | Score                               |
| Destructoid         | 6,5/10                              |
| Eurogamer           | Essential                           |
| Gamer.nl            | 9/10                                |
| IGN                 | 8,5/10                              |
| PC Gamer (VS)       | 87/100                              |
| XGN                 | 8/10                                |

Het spel kreeg over het algemeen positieve recensies volgens review aggregator Metacritic.

### Prijzen
| Jaar | Prijs                                               | Categorie                      | Resultaat   | Bron   |
| ---- | --------------------------------------------------- | ------------------------------ | ----------- | ------ |
| 2019 | Develop:Star Awards                                 | Beste audio                    | Genomineerd | [ 15 ] |
| 2019 | The Independent Game Developers' Association Awards | Beste audiodesign              | Genomineerd | [ 16 ] |
| 2019 | The Independent Game Developers' Association Awards | Beste racespel                 | Genomineerd | [ 16 ] |
| 2019 | The Game Awards 2019                                | Beste sport/racespel           | Genomineerd | [ 17 ] |
| 2020 | 23rd Annual D.I.C.E. Awards                         | Racespel van het jaar          | Genomineerd | [ 18 ] |
| 2020 | NAVGTR Awards                                       | Beste racespel                 | Genomineerd | [ 19 ] |
| 2020 | MCV/Develop Awards                                  | Visuele innovatie van het jaar | Genomineerd | [ 20 ] |
| 2020 | 16th British Academy Games Awards                   | Brits spel                     | Genomineerd | [ 21 ] |